# Francisco Pagés Serratosa
Francisco Pagés Serratosa (Barcelona, 1852 - ibídem, 1899) fue un escultor español, representante del estilo ecléctico que caracterizó la escultura de la segunda mitad del siglo XIX.

## Biografía

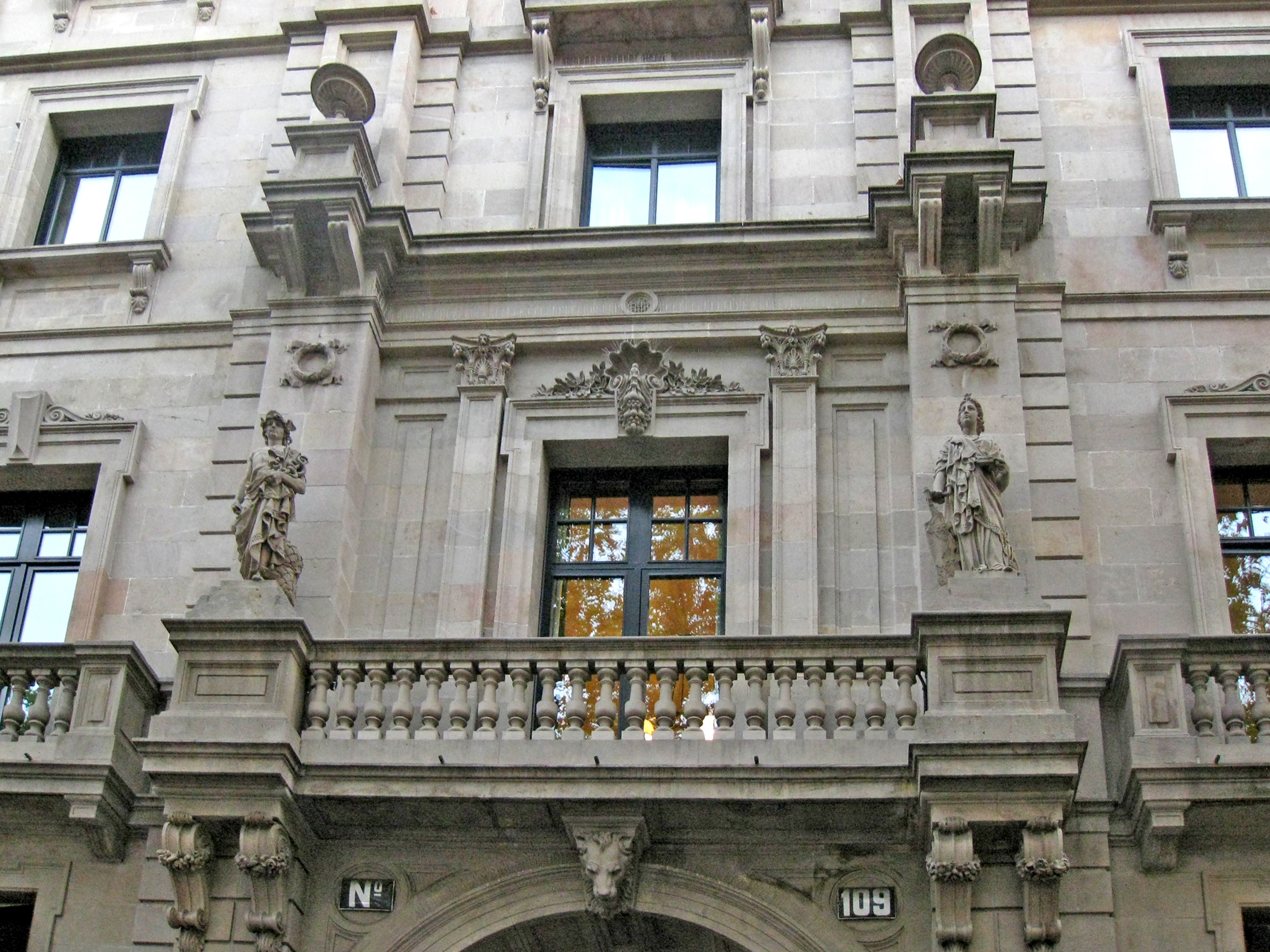
Mercurio y Navegación, edificio de la Compañía Trasatlántica Española (1881).

Fue discípulo de Jerónimo Suñol, y estudió en la Escuela de la Lonja. Se especializó en relieves escultóricos, imaginería religiosa y escultura funeraria y conmemorativa. Participó en las principales exposiciones de la época: en la Exposición Nacional de Bellas Artes de Madrid presentó Pacientísimo Job (1876) y Pío IX (1878), ganando en ambas ocasiones una tercera medalla; en la de Barcelona expuso Madona de Ripoll (1891) y San Luis Gonzaga (1896); en 1897 ganó una segunda medalla en Madrid por unos bronces a la cera perdida.
Una de sus primeras obras, en 1881, fueron las figuras de Mercurio y la Navegación situadas en el edificio de la Compañía Trasatlántica Española —posteriormente de la Compañía General de Tabacos de Filipinas y actualmente un hotel—, en la Rambla. Son esculturas en piedra, a tamaño natural, que representan al dios del comercio, Mercurio, representado con el habitual caduceo y el casco alado, además de una bolsa de monedas, y a la figura alegórica de la Navegación —según otras versiones la diosa Fortuna—, con un timón y una polea de barco; ambas figuras están relacionadas con los negocios de la familia López, propietarios de la empresa de la que era sede el edificio.
Entre 1881 y 1883 elaboró el relieve de Venus de la Cascada del Parque de la Ciudadela, un conjunto monumental ubicado en el parque de la Ciudadela, construido entre 1875 y 1888 con un diseño general de José Fontseré, donde participaron diversos escultores, como Rossend Nobas, Venancio Vallmitjana, Eduard B. Alentorn, Josep Gamot, Manuel Fuxá, Joan Flotats y Rafael Atché, además de Pagès. El relieve de Venus está situado en el frontón del conjunto, y representa a la diosa de la belleza y el amor recostada sobre un pez de aire grotesco, con el acompañamiento de cinco putti con conchas y caracolas marinas.
En 1882 formó parte del equipo de artistas encargados de confeccionar unas estatuas para el edificio del Colegio de Notarios, junto a Francisco Font, Manuel Fuxá y Ramón Elías. Todas ellas eran relativas a la notaría, y Pagès fue el encargado de elaborar la dedicada a Rolandino de Passageri (1217-1300), un jurista boloñés considerado el padre del oficio notarial. Sin embargo, esta obra, junto a la confeccionada por Ramon Elias, dedicada al emperador Maximiliano I, desaparecieron en una reforma del edificio efectuada en 1898; solo quedan las otras dos: la de León VI, obra de Francesc Font, y la de Alfonso X el Sabio, de Manuel Fuxá.
Participó igualmente en el Monumento a López y López (1884), obra del arquitecto Josep Oriol Mestres y el escultor Venancio Vallmitjana, con relieves de Lluís Puiggener, Joan Roig, Rossend Nobas y el propio Pagès. La estatua fue destruida en 1936, y reconstruida en 1944 por Frederic Marès. En esta obra confeccionó el relieve dedicado a la Compañía General de Tabacos de Filipinas, una de las empresas del homenajeado, Antonio López y López, marqués de Comillas, al igual que los otros tres relieves.

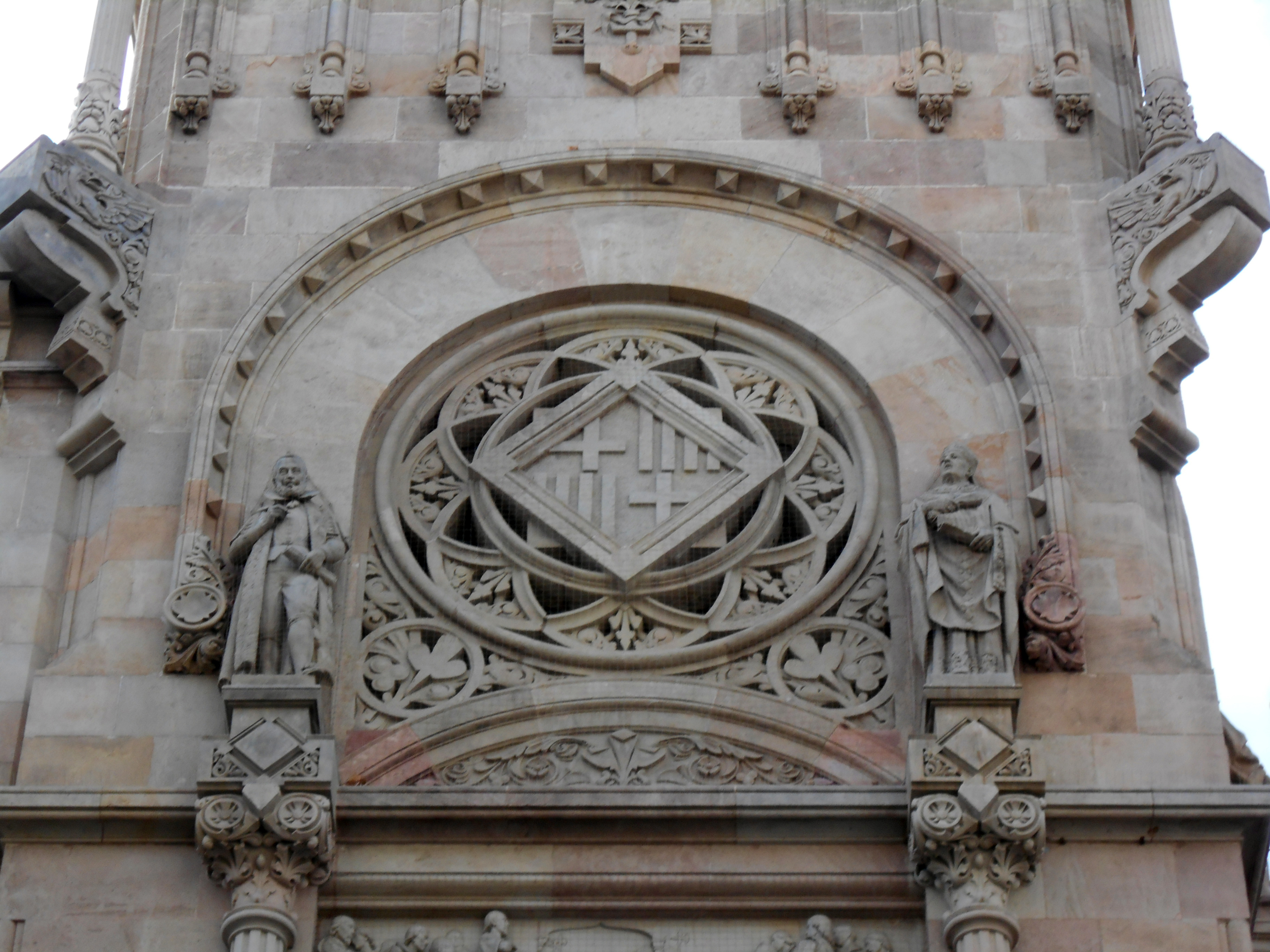
Esculturas de Miquel Ferrer, de Josep Maria Barnadas, y Vidal de Canyelles, de Pagès, grupo del centro-izquierda de la calle Roger de Flor, Palacio de Justicia de Barcelona.

En 1888 intervino en el Monumento a Colón, un conjunto escultórico situado en la plaza del Portal de la Paz, construido en homenaje al descubridor Cristóbal Colón, obra del arquitecto Cayetano Buigas, con decoración escultórica de Eduard B. Alentorn, Rafael Atché, Pere Carbonell, Manuel Fuxá, Josep Llimona, Rossend Nobas, Antoni Vilanova y Agapito Vallmitjana, además de Pagès. Aquí realizó el medallón de Fernando el Católico y la estatua de Jaume Ferrer de Blanes, un diplomático, cosmógrafo y escritor que elaboró un nuevo mapa del mundo después del descubrimiento de América, que aparece de pie con unos pergaminos en la mano izquierda, mientras que con la derecha señala un globo terráqueo que sostiene un paje a su lado.
El mismo año intervino en el Monumento a Joan Güell i Ferrer (1888), en Gran Vía de las Cortes Catalanas con Rambla de Cataluña, obra del arquitecto Joan Martorell y los escultores Rossend Nobas, Torquat Tasso, Eduard B. Alentorn, Maximí Sala y Pagès. Fue destruido en 1936, al inicio de la Guerra Civil, y reconstruido por Frederic Marès en 1945. En esta obra elaboró el relieve de la figura alegórica del Arte, que desapareció con todo el conjunto en 1936.
De igual forma, ese año realizó las estatuas de Fides («fe») y Spes («esperanza») situadas a la entrada del cementerio de Pueblo Nuevo, dentro de las obras de ampliación del mismo ejecutadas ese año por el arquitecto Leandre Albareda. Elaboradas en piedra, la figura de la fe presenta como elementos iconográficos una cruz y un cáliz, mientras que la esperanza porta unas ramas de palma y un ancla, y ambas están tocadas con una corona de rayos luminosos.
Entre sus últimas obras se encuentran diversos encargos para la decoración escultórica del Palacio de Justicia de Barcelona, donde elaboró el relieve de la Inauguración del ferrocarril Barcelona-Mataró (1891) y las estatuas de Pedro Gómez de la Serna, Francesc Ferrer, Vidal de Canyelles y Manuel Alonso Martínez (1894).
También hizo el relieve de mármol de La Anunciación en el Primer Misterio de Gozo del Rosario Monumental de Montserrat (1896). Tiene obra en Buenos Aires y Montevideo, donde realizó diversos encargos de escultura monumental y funeraria.

## Galería

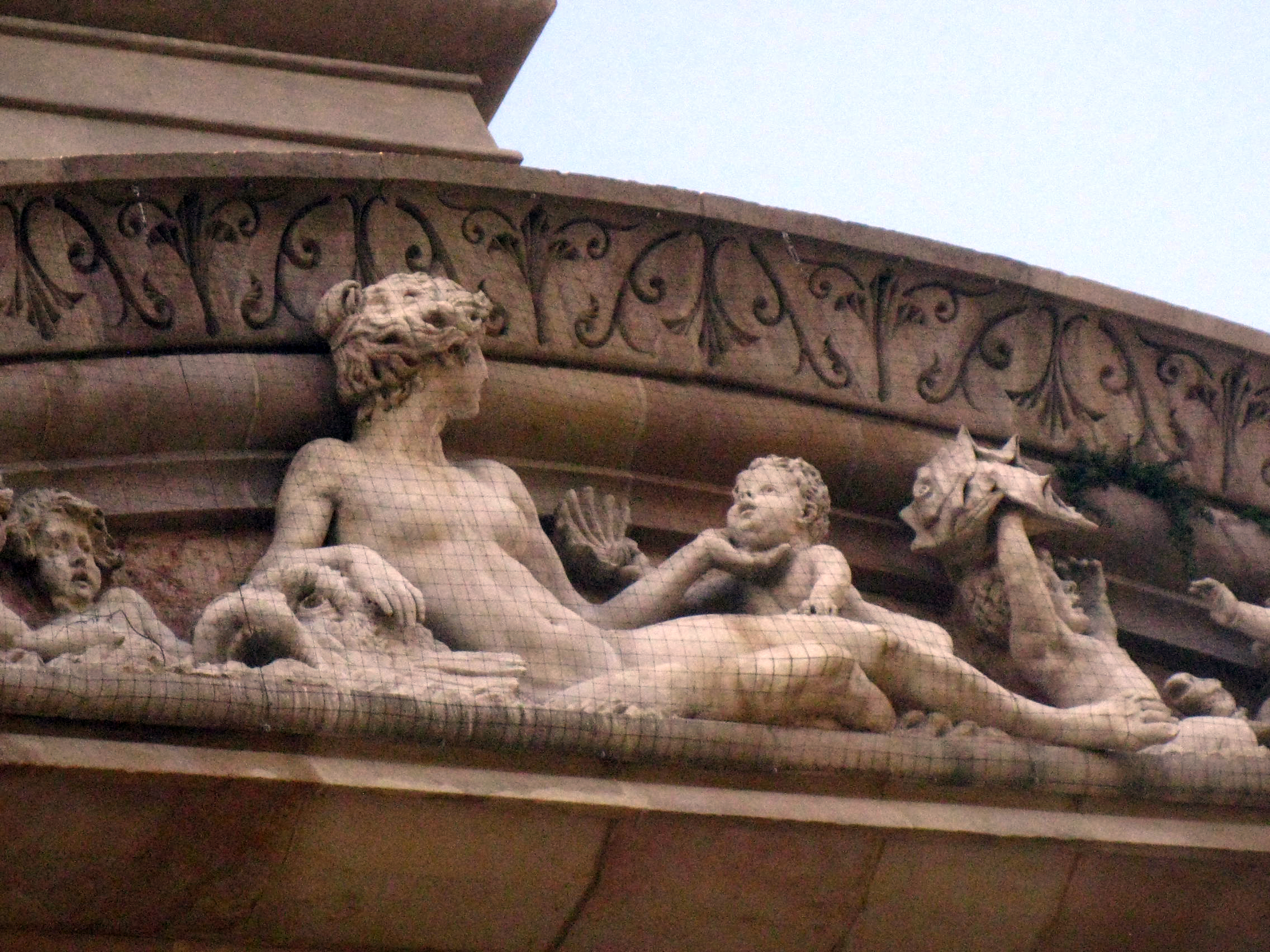
Frontón de Venus, Cascada del Parque de la Ciudadela (1881-1883).
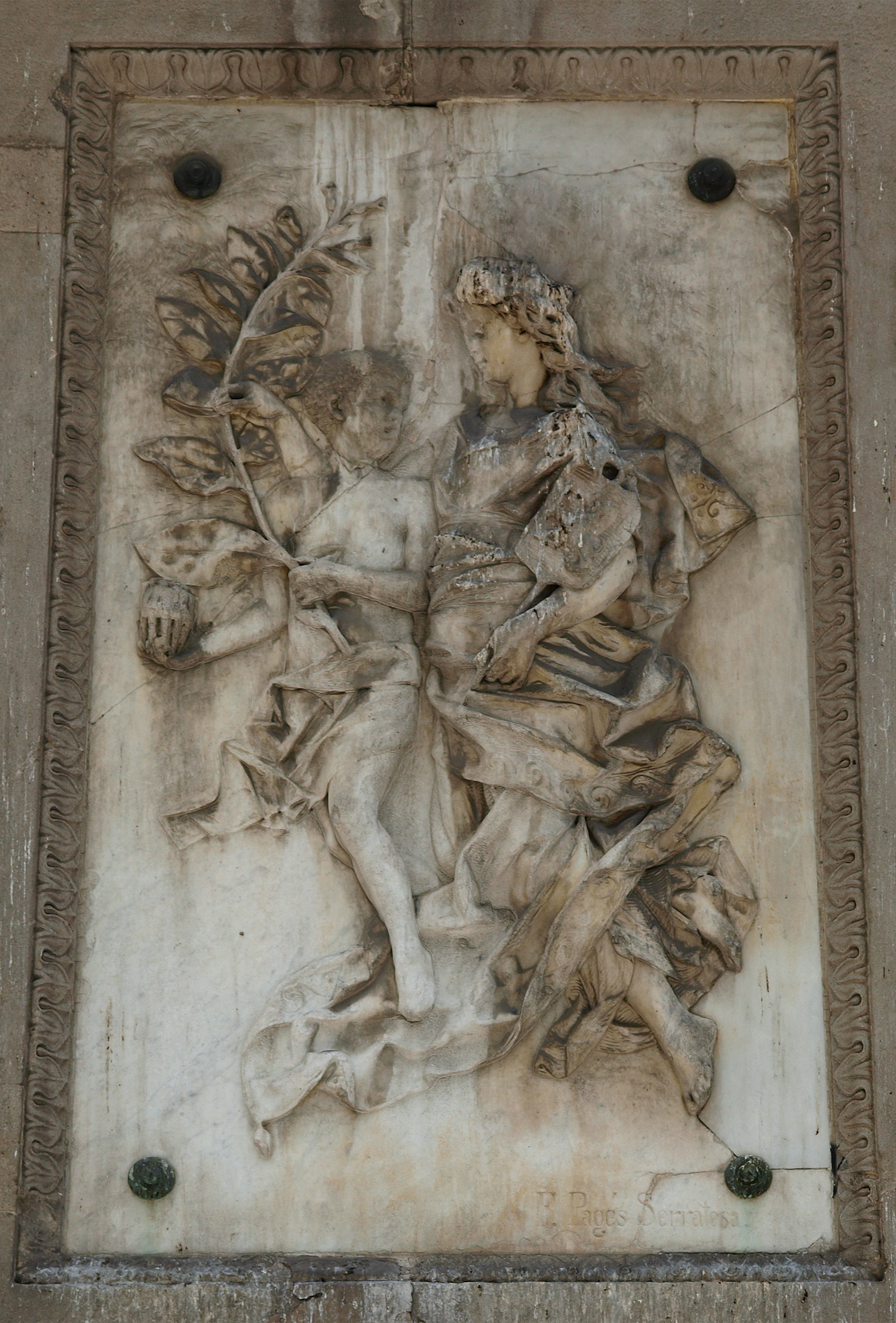
Relieve dedicado a la Compañía General de Tabacos de Filipinas, Monumento a López y López (1884).
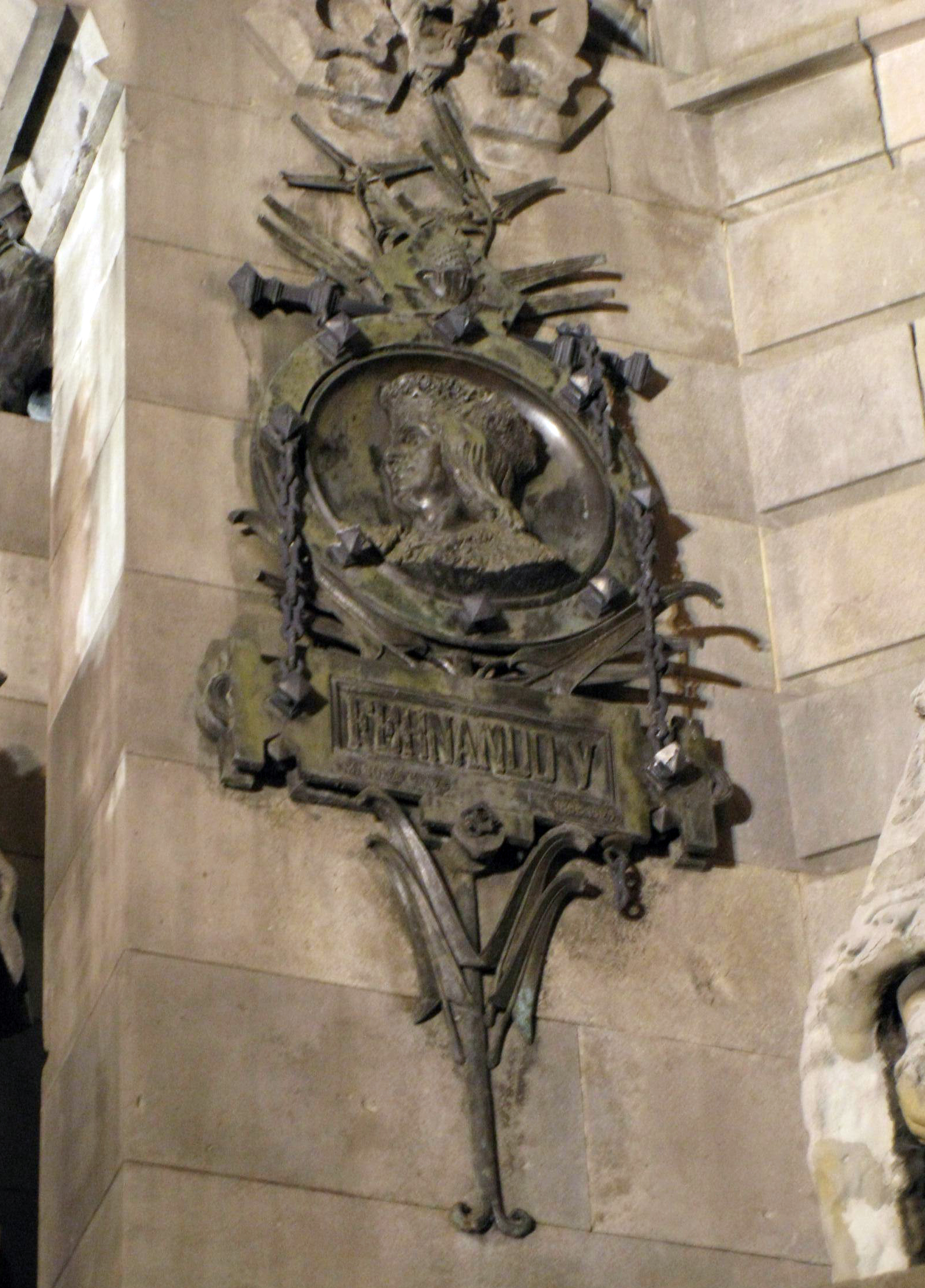
Medallón de Fernando el Católico, Monumento a Colón (1888).
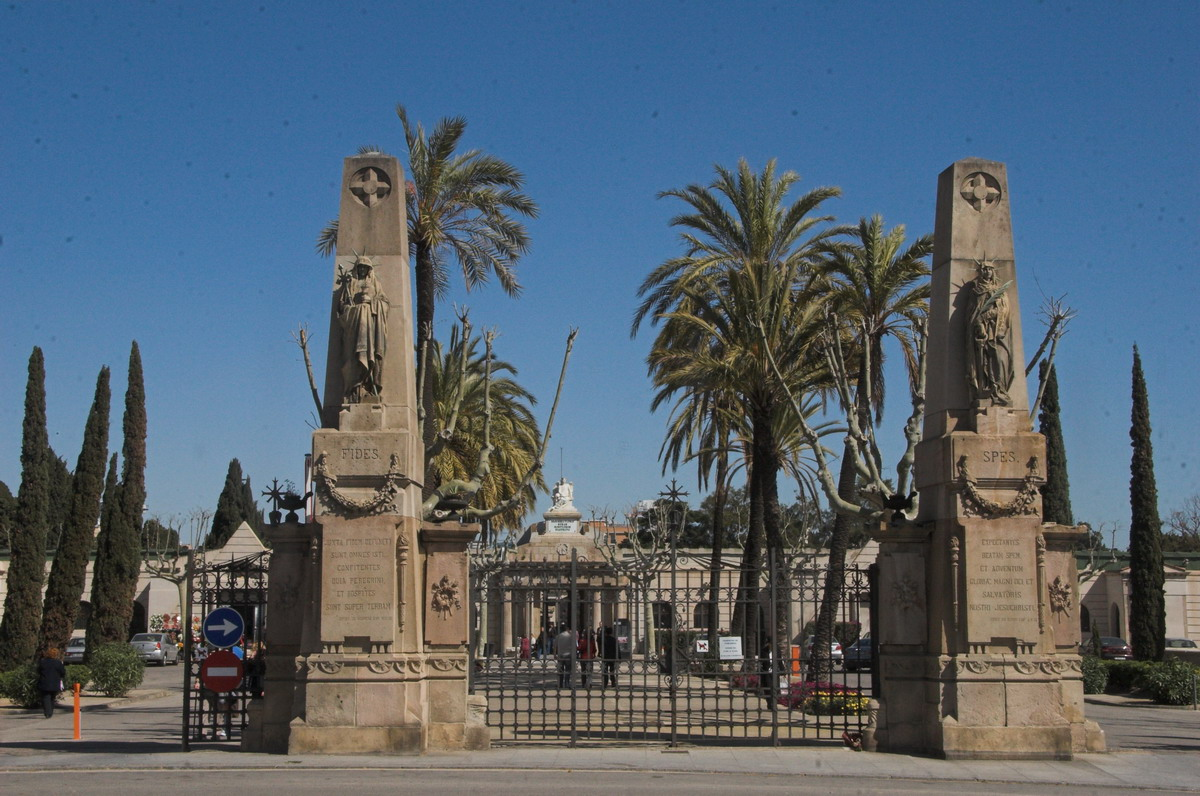
Fides y Spes, cementerio de Pueblo Nuevo (1888).
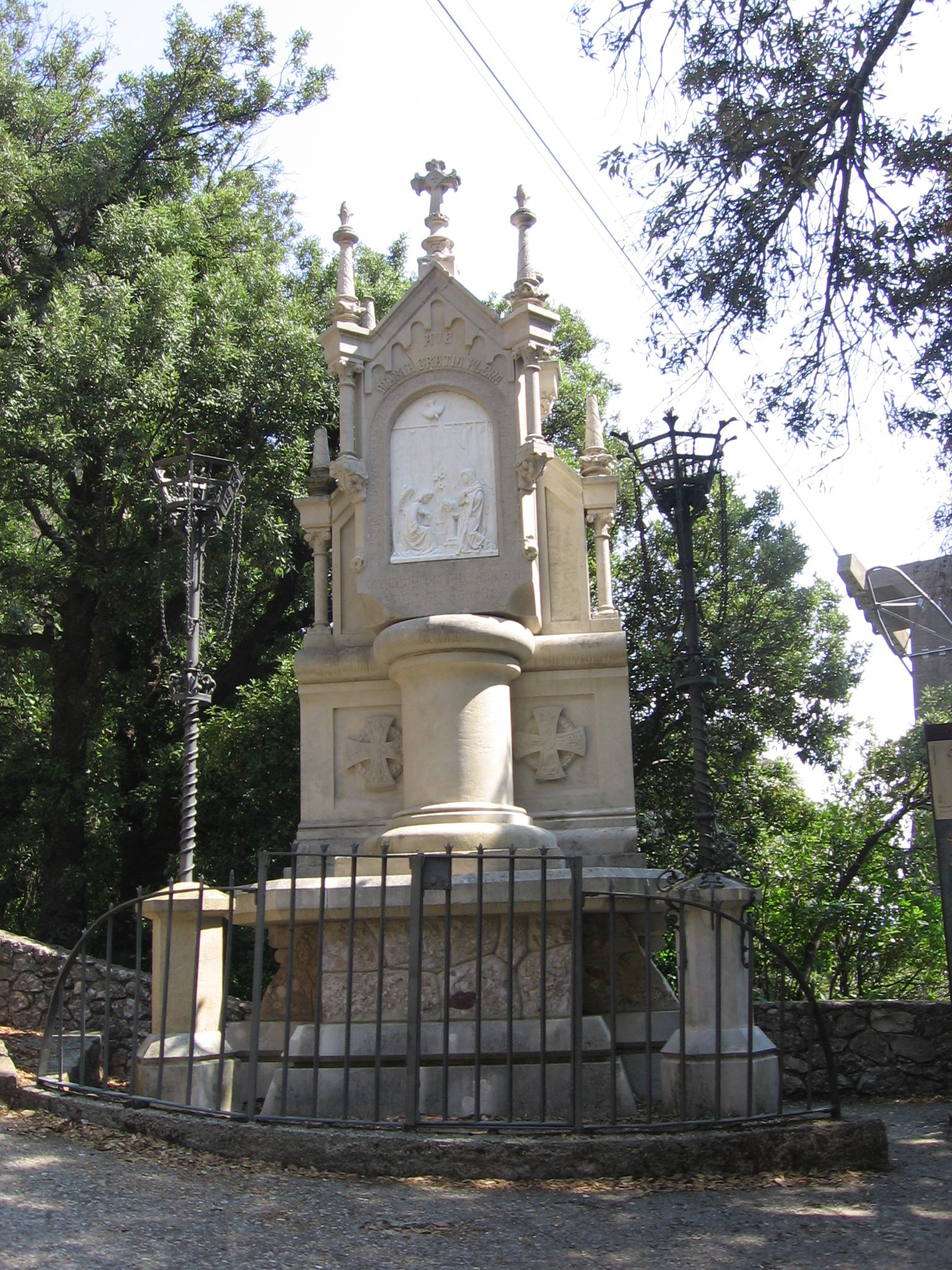
La Anunciación, Primer Misterio de Gozo del Rosario Monumental de Montserrat (1896).